# Saint-Pierre-Aigle
Saint-Pierre-Aigle település Franciaországban, Aisne megyében. Lakosainak száma 332 fő (2022. január 1.). Saint-Pierre-Aigle Chaudun, Cœuvres-et-Valsery, Cutry, Dommiers, Longpont és Montgobert községekkel határos.

## Népesség
A település népessége az elmúlt években az alábbi módon változott:
| Lakosok száma | 232  | 201  | 289  | 360  | 345  | 338  | 334  | 333  | 335  | 332  |
|               | 1968 | 1982 | 1990 | 2006 | 2013 | 2015 | 2017 | 2019 | 2020 | 2022 |